# John Brooks (soccer)
Pour les articles homonymes, voir Brooks et John Brooks.
John Brooks, né le 28 janvier 1993 à Berlin, est un joueur international américain de soccer évoluant au poste de défenseur central au Hertha Berlin.

## Biographie
John Anthony Brooks, fils d'un militaire afro-américain stationné en Allemagne et d'une mère allemande, est né et a grandi à Berlin.

### Au Hertha Berlin
Il intègre la réserve du Hertha Berlin au milieu de la saison 2010-2011 bien qu'il évolue alors déjà avec l'équipe des moins de 19 ans. À l'issue de cette même saison, il signe un contrat professionnel d'une durée de quatre ans, alors que le Bayern Munich exprimait son intérêt pour son profil. Lors de la saison 2011-2012, il évolue de nouveau avec l'équipe réserve, retournant occasionnellement jouer avec les moins de 19 ans. En parallèle, l'équipe première est reléguée de Bundesliga et, avec le départ de certains joueurs ainsi qu'une pré-saison de qualité, Brooks fait ses débuts professionnels en tant que titulaire en 2. Bundesliga dès août 2012.
En Bundesliga, il inscrit son premier but lors de la victoire 6-1 de son équipe contre l'Eintracht Francfort le 10 août 2013.

### Wolfsburg
Il est acheté par le VfL Wolfsburg le 30 mai 2017, pour une indemnité environnant les vingt millions d'euros.

### Benfica Lisbonne
Libre au cours de l'été 2022, Brooks s'engage en faveur du Benfica Lisbonne le 1er septembre 2022.

### Carrière internationale
John Brooks détient les nationalités allemande et américaine. Il a ainsi participé à de nombreux camps d'entraînement pour les différentes sélections de jeunes dans les deux pays. Il fait ses débuts en sélection américaine des moins de 20 ans à l'occasion d'une défaite 5-0 contre le Paraguay en septembre 2010.
En juillet 2013, le magazine sportif allemand Kicker Sportmagazin indique que John Brooks a reçu une convocation pour la sélection américaine pour rencontrer la Bosnie-Herzégovine. Acceptant la convocation, il participe à cette partie remportée par 4 buts à 3.
Malgré sa faible expérience internationale, John Brooks est appelé par le sélectionneur Jürgen Klinsmann dans le groupe américain pour la Coupe du monde 2014 au Brésil. Dès la rencontre inaugurale pour sa sélection, il s'illustre en inscrivant le but gagnant contre le Ghana à quelques minutes de la fin de la rencontre.

## Statistiques
| Saison                | Club                  | Championnat           | Championnat | Championnat | Coupe(s) nationale(s) | Coupe(s) nationale(s) | Compétition(s) continentale(s) | Compétition(s) continentale(s) | Compétition(s) continentale(s) | États-Unis | États-Unis | Total | Total |
| Saison                | Club                  | Division              | M.          | B.          | M.                    | B.                    | Comp.                          | M.                             | B.                             | M.         | B.         | M.    | B.    |
| 2012-2013             | Hertha Berlin         | 2. Bundesliga         | 29          | 1           | -                     | -                     | -                              | -                              | -                              | -          | -          | 29    | 1     |
| 2013-2014             | Hertha Berlin         | Bundesliga            | 16          | 2           | 1                     | 0                     | -                              | -                              | -                              | 5          | 1          | 22    | 3     |
| 2014-2015             | Hertha Berlin         | Bundesliga            | 27          | 1           | 1                     | 0                     | -                              | -                              | -                              | 7          | 1          | 35    | 2     |
| 2015-2016             | Hertha Berlin         | Bundesliga            | 23          | 1           | 4                     | 1                     | -                              | -                              | -                              | 14         | 1          | 41    | 3     |
| 2016-2017             | Hertha Berlin         | Bundesliga            | 24          | 2           | 3                     | 0                     | C3                             | 2                              | 0                              | 6          | 0          | 35    | 2     |
| Sous-total            | Sous-total            | Sous-total            | 119         | 7           | 9                     | 1                     | -                              | 2                              | 0                              | 32         | 3          | 162   | 11    |
| 2017-2018             | VfL Wolfsburg         | Bundesliga            | 9+2         | 0+0         | 1                     | 0                     | -                              | -                              | -                              | 1          | 0          | 13    | 0     |
| Sous-total            | Sous-total            | Sous-total            | 11          | 0           | 1                     | 0                     | -                              | -                              | -                              | 1          | 0          | 13    | 0     |
| Total sur la carrière | Total sur la carrière | Total sur la carrière | 130         | 7           | 10                    | 1                     | -                              | 2                              | 0                              | 33         | 3          | 175   | 11    |

### Buts internationaux
| 0   | Date         | Lieu                                           | Compétition                            | Résultat | Adversaire | Détail | Détail         | Détail | Sél. |
| --- | ------------ | ---------------------------------------------- | -------------------------------------- | -------- | ---------- | ------ | -------------- | ------ | ---- |
| 1er | 16 juin 2014 | Arena das Dunas, Natal, Brésil                 | Premier tour de la Coupe du monde 2014 | V 1-2    | Ghana      | 86e    | de la tête     | 1-2    | 5e   |
| 2e  | 5 juin 2015  | Amsterdam ArenA, Amsterdam, Pays-Bas           | Match amical                           | V 3-4    | Pays-Bas   | 70e    | du pied droit  | 3-2    | 11e  |
| 3e  | 28 mai 2016  | Children's Mercy Park, Kansas City, États-Unis | Match amical                           | V 4-0    | Bolivie    | 37e    | du pied gauche | 2-0    | 21e  |

## Palmarès

### En club
| Hertha Berlin - Champion de 2. Bundesliga en 2013 |

### En sélection
| États-Unis - Vainqueur de la Ligue des nations CONCACAF en 2021 |

### Distinction personnelle
- Membre de l'équipe-type de la phase finale de la Ligue des nations CONCACAF en 2021.